# Orazio Riminaldi

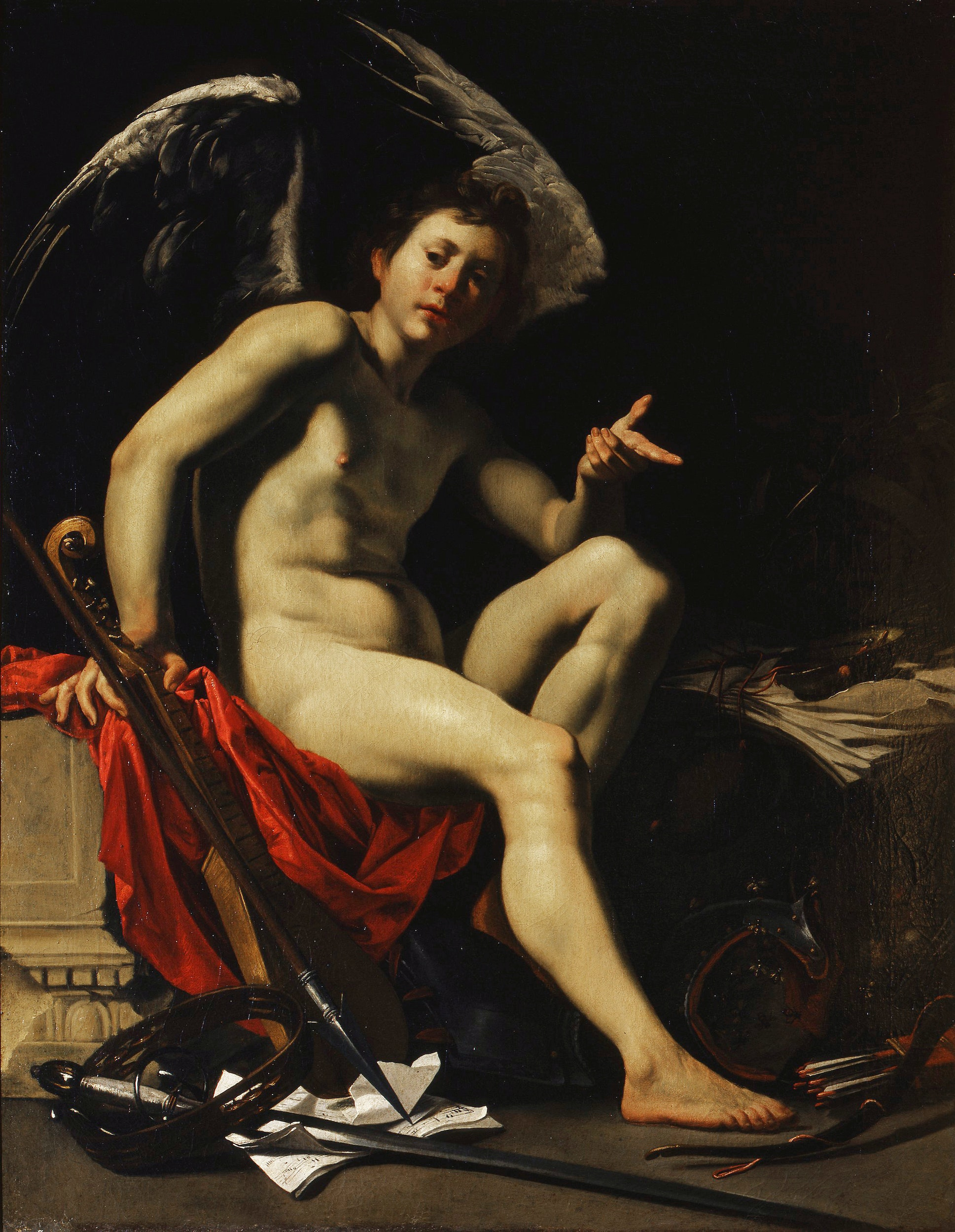
Amore Vincitore, 1624, Galleria Palatina, Firenze

Orazio Riminaldi (Pisa, 5 settembre 1593 – Pisa, 10 dicembre 1630) è stato un pittore italiano del periodo Barocco.

## Biografia
Riminaldi si formò nell'ambiente manierista toscano. Fu allievo del pittore Ranieri Alberghetti, poi del pittore Aurelio Lomi, e infine di Orazio Gentileschi. Nel secondo decennio del Seicento si trasferì a Roma dove realizzò dipinti in stile caravaggesco. Grazie all'appoggio della potente famiglia romana dei Crescenzi ottenne varie commissioni per chiese romane. 
Nel 1627 ritornò a Pisa, cambiando stile pittorico negli ultimi anni di vita. Dipinse il Martirio di santa Cecilia presso Palazzo Pitti, di cui una copia si trova nella chiesa di Santa Caterina a Pisa. Ha dipinto inoltre Amore Vincitore (1624), Sansone che stermina i Filistei (1626) e l'Assunzione della Vergine (completata dopo la sua morte dal fratello Girolamo) per la cupola della cattedrale di Pisa. 
Morì di peste nel 1630 e fu sepolto nella chiesa di Santa Cecilia.